# جيمس مارتن (سياسي)
جيمس مارتن (بالإنجليزية: James Martin)‏ هو سياسي أمريكي، ولد في 1965 بدي موين في الولايات المتحدة. حزبياً، نشط في الحزب الديمقراطي. وقد انتخب عضو مجلس نواب مين.